# مانويل فالنسيا
مانويل فالنسيا (بالإسبانية: Manuel Valencia)‏ هو لاعب كرة قدم كولومبي في مركز الدفاع، ولد في 15 أغسطس 1977 في Florida, Valle del Cauca ‏ في كولومبيا. لعب مع ديبورتيفو كالي.

## وصلات خارجية
- مانويل فالنسيا على موقع ناشيونال فوتبول تيمز (الإنجليزية)